# Мадура
Мадура (на индонезийски: Madura) е най-малкият остров от групата на Големите Зондски острови, разположен североизточно от остров Ява, от който го отделя тесният проток Мадура. На юг бреговете на острова се мият от водите на море Бали, а на север – от водите на Яванско море. Островът спада към територията на Индонезия, площта му е 5168 km². Към 2017 г. населението на острова наброява 4 154 000 души. Релефът е предимно хълмист с максимална височина връх Тамбуку (471 m). Изграден е основно от мергели и варовици, в които широко разпространение имат карстовите форми. Климатът е субекваториален, мусонен. Зает е от листопадни тропични гори, храстови формации и савани. Значителни части от него са земеделски усвоени и се отглеждат ориз, царевица, тютюн, маниока. В много райони са извършва изкуствено напояване през сухия сезон. Развива се интензивно животновъдство (износ на месо), риболов и добив на морска сол. Най-големите населени места са градовете Банкалан, Сампанг, Памекасан и Суменеп.